# Nunca pasa nada
Nunca pasa nada (títol en francès: Une femme est passeé) és una pel·lícula dramàtica hispano-francesa de 1963 dirigida per Juan Antonio Bardem. Amb un repartiment mixt d'actors francesos i espanyols, es va rodar tant en castellà com en francès. Va ser un fracàs comercial en el seu moment, tot i que fou nominada a la 24a Mostra Internacional de Cinema de Venècia i va obtenir altres premis. Considerada una versió depurada de Calle Mayor.

## Sinopsi
Una empresa francesa de varietats viatja arreu d'Espanya tornant a França. L'autobús s'atura per una avaria en un petit poble perdut a Castella, anomenat Medina del Zarzal. L'estrella vedette Jacqueline (Corinne Marchand) està malalta i ha de quedar-se a l'hospital. El metge (Antonio Casas) s'ha enamorat d'ella. Representa la llibertat, el país estranger, el prohibit. Estudiants, sacerdots, homes rics ... La dona del metge, Julia (Julia Gutiérrez Caba), ha lluitat amb l'amor del professor de llengua francesa (Jean Pierre Cassel), l'única persona de la ciutat que pot parlar amb els estranger.

## Repartiment
- Corinne Marchand - Jacqueline
- Antonio Casas - Enrique
- Jean-Pierre Cassel - Juan
- Julia Gutiérrez Caba - Julia
- Pilar Gómez Ferrer - Doña Eulalia
- Ana María Ventura - Doña Assunta
- Matilde Muñoz Sampedro - Doña Obdulia
- Alfonso Godá - Pepe
- Rafael Bardem - Don Marcelino

## Premis
Medalles del Cercle d'Escriptors Cinematogràfics
| Any  | Categoria                | Pel·lícula           | Resultat   |
| ---- | ------------------------ | -------------------- | ---------- |
| 1963 | Millor actuació femenina | Julia Gutiérrez Caba | Guanyadora |

Fotogramas de Plata al millor intèrpret de cinema espanyol (1965)Julia Gutiérrez Caba